# さくら2号b
さくら2号b（略称CS-2b）は、宇宙開発事業団 (NASDA) が打ち上げた静止通信衛星である。

## 打ち上げ
1983年（昭和58年）8月6日、N-IIロケット4号機により、種子島宇宙センターから打ち上げられた。

## 目的
非常災害時における通信の確保、離島との通信回線の設定、臨時の通信回路の設定、通信衛星に関する技術の開発を目的とした。

## 軌道
近地点距離 169 km、遠地点距離 36,807 km、軌道傾斜角 28.9 度、周期 650 分のトランスファ軌道に投入された後、1983年8月7日にアポジモータに点火して、東経136度の静止軌道へ投入された。